# Indian Masters
De Indian Masters is een golftoernooi in Delhi, India.
Het toernooi wordt onregelmatig gespeeld. In 2008 werd het gewonnen door Shiv Chowrasia. Het telde mee voor de Aziatische PGA Tour en voor het eerste ook voor de Europese PGA Tour (ET). De winnaar kreeg hierdoor tot eind 2010 speelrecht op de Europese Tour.
In 2009 werd het toernooi geannuleerd, deels wegens de financiële crisis, deels vanwege beveiligingsproblemen na de aanslagen in Mumbai.
In 2010 werd het toernooi hervat onder de naam Avantha Masters. De sponsor heeft voor drie jaar getekend. Het toernooi telt nu voor de Aziatische, Europese en Indiase Tour. De winnaar van de Avantha Masters zal dus ook twee jaar speelrecht op de Europese Tour krijgen.

De organisatie is in handen van EurAsia Golf Ltd. Het totale prijzengeld is € 1.500.000.

## Winnaars

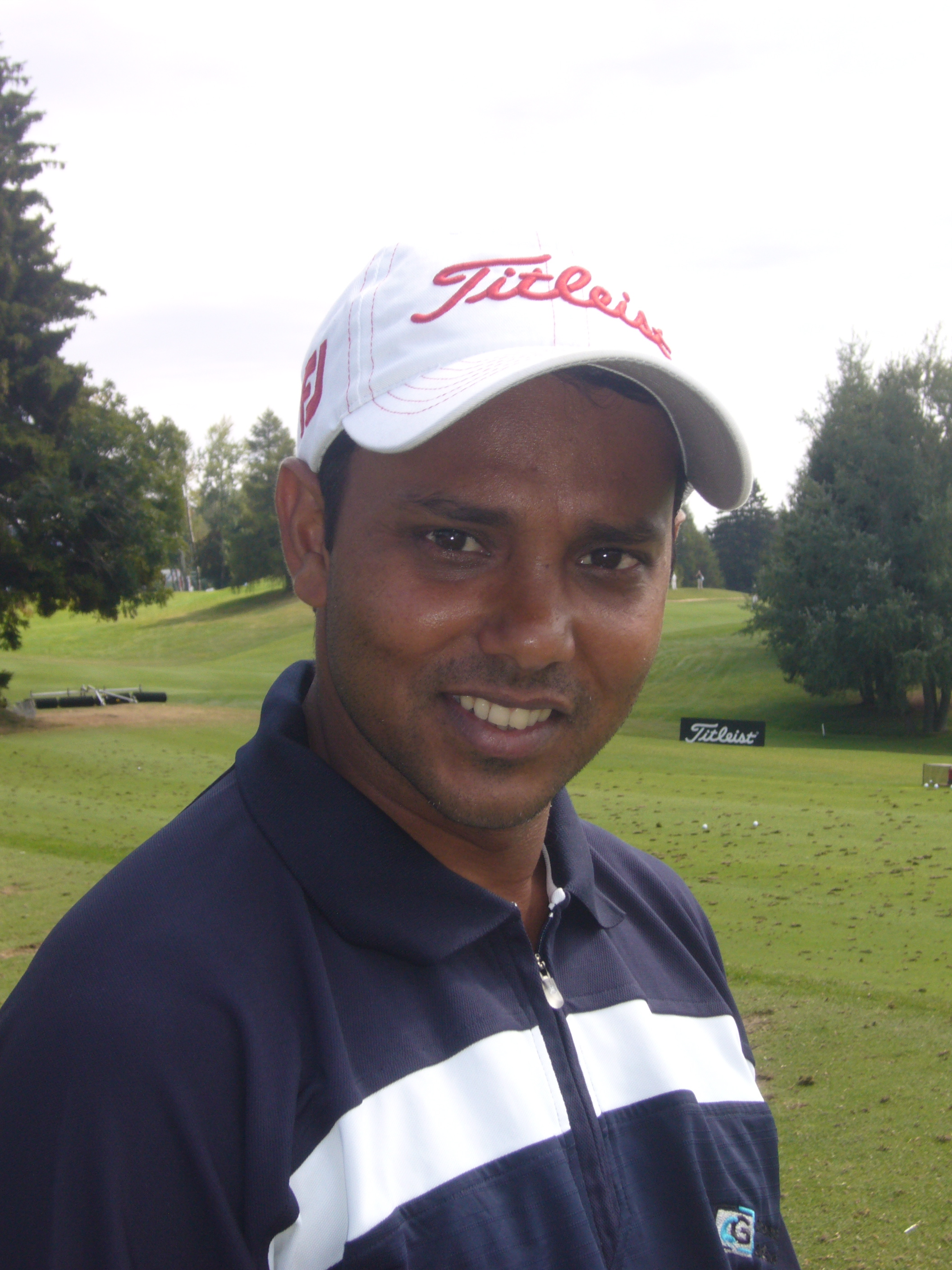
Chowrasia, winnaar 2008 en 2011

| Jaar                     | Baan                               | Winnaar            | Score              | Score              |
| Hero Honda Masters       | Hero Honda Masters                 | Hero Honda Masters | Hero Honda Masters | Hero Honda Masters |
| ------------------------ | ---------------------------------- | ------------------ | ------------------ | ------------------ |
| 1998                     |                                    | Jyoti Randhawa     | 275                | -13                |
| 1999                     |                                    | Jyoti Randhawa     | 277                | -11                |
| 2000                     | Delhi Golf Club                    | Arjun Atwal        | 270                | -18                |
| 2003                     | Delhi Golf Club                    | Arjun Atwal        | 281                | -7                 |
| EMAAR-MGF Indian Masters |                                    |                    |                    |                    |
| 2008                     | Delhi Golf Club                    | Shiv Chowrasia     | 279                | -9                 |
| 2009                     | DLF Golf & Country Club in Gurgaon | geannuleerd        | geannuleerd        | geannuleerd        |
| Avantha Masters          |                                    |                    |                    |                    |
| 2010                     | DLF Golf & Country Club in Gurgaon | Andrew Dodt        | 274                | -14                |
| 2011                     | DLF Golf & Country Club in Gurgaon | Shiv Chowrasia     | 273                | -15                |
| 2012                     | DLF Golf & Country Club in Gurgaon | Jbe' Kruger        | 274                | -14                |
| 2013                     | Jaypee Greens Golf Club            | Thomas Aiken       | 265                | -23                |